# Bernardo Kohnen
Bernardo Kohnen (Holte, 24. ožujka 1876. – Rim, 21. siječnja 1939.), hrvatski misionar, etnograf i afrikanist njemačkog podrijetla.

## Životopis
O. Bernardo Kohnen rođen je 24. ožujka 1876. u Holteu blizu Hannovera. Već u dječačkoj dobi doselio se s roditeljima u Bosnu. Nakon završene osnovne škole, pohađao je gimnaziju kod isusovaca u Travniku. 
Nakon završetka gimnazije, 1895. pošao je na studij u Veronu, gdje se prudružio misijskog kongregaciji "Sinovi presvetog srca". Za svećenika je zaređen 1902. godine, a već iste godine poslan je u Južni Sudan, na misijsku postaju Lul, sa zadaćom da evangelizira pleme Šiluka. 
Šiluci su u to vrijeme, živeći u nepristupačnim predjelima, bili najizoliranija plemenska skupina s vrlo malo dodira s Europljanima. O. Bernardo Kohnen među njima je proveo trideset godina. 1933. godine, narušena zdravlja, vratio se u europu, prvo kratko u Zagreb,  zatim u Bosnu, a na posljetku u Rim. Tu je nastavio svoj misijski rad pišući knjige na šilučkom jeziku. Umro je u Rimu 21. siječnja 1939. godine.
Iako je bio Nijemac, O. Bernardo Kohnen bio je čvrsto vezan s Hrvatima i hrvatskom kulturom, poput mnogih drugih svećenika koji su dolazili s njemačkog govornog područja, a samo u Travniku ih je bilo nekoliko (o. Brandis, o. Puntigam, o. Hoffer, o. Waitz i drugi).

## Doprinosi hrvatskoj etnografiji
Njegov doprinos hrvatskoj afrikanisti je vrlo vrijedan. 1930. spominje se u Etnografskom muzeju u Zagrebu njegova zbirka oružja i oruđa plemena šiluka. To je zapravo dio veće etnografske zbirke što ju je prikupila Družba Isusova od svojih i drugih misionara u želji da otovri vlastiti etnografski muzej. 
Osim predmeta što ih je prikupio, Kohnen je u hrvatskoj periodici, najviše u "Katoličkim misijama" i "Misijskog kalendaru", napisoa više članak o Šilucima i drugim južnosudanskim plemenima, koji ga kako kaže Damir Zorić "potvrđuju kao vrsnog poznavatelja domorodačke kulture".
Napisoa je i mnoštvo putopisa, u kojima je nastojao čitatelju predočiti odliče šilučkog jezika, način razmišljanja i govora, kao i animističkog vjerovanja, običaja, lova i dr. te njihov odnos prema misionarima, kršćanstvu i europskoj kulturi. Pisao je i o misijama i o načinu djelovanja, u kojemu se, kako bi promijenio uvriježena stajališta Šiluka, oslanjao na djecu i mlade. Također, pisao je i o susjednim nilskim narodima Nuerima i Dinkama.
Radio je i na gramatici i rječniku šilučkog jezika, ali su ga narušeno zdravlje i nedostatak sredstava spriječili u dovršetku tih nauma. Šilučki jezik držao je najbogatijim jezikom toga govornoga područja, gdje su prebivala mnoga plemena sa svojim jezicima. Od belgijskih je vlasti u Sudanu dobivao naloge da školske udžbenike prevodi na šilučki jezik. 
Na šilučkom je jeziku napisao molitvenik, pjesmaricu i biblijsku povijest, te preveo sva evanđelja. Poznavao je i radove ondašnjih afrikanstičkih autoriteta, na koje se poziva, no jednako se i tako suprotstavlja njihovim tezama i teritorijalnim pretenzijama, zbog čega je bio vrlo poznat u međunarodnim krugovima. 
K.Kuzman je zapisao o njegovom radu u Glasu koncila:
O njegovom radu Damir Zorić zaključuje:

## Vanjske poveznice
- History of Croatian Science, 20th-21st centuries